# Даценко, Сергей Александрович
Серге́й Алекса́ндрович Даце́нко (укр. Сергій Олександрович Даценко; 6 сентября 1987 года, Киев, Украинская ССР) — украинский футболист, полузащитник.

## Карьера
Футболом начинал заниматься в киевской ДЮСШ «Смена-Оболонь». Первый тренер — Георгий Панайотович Навразиди. Со временем проболжил обучение в школе «Динамо» под руководством Александра Васильевича Петракова. После завершения обучения играл за «Динамо-3» во второй лиге чемпионата Украины. Далее сменил множество команд, нигде не задерживаясь более чем на один сезон.
В 2011 году перешёл в ФК «Полтава». В команде «горожан» за два с половиной сезона стал вице-капитаном и ведущим игроком, был стабильным игроком основы полтавчан. С этой командой прошёл путь со второй лиги к первой, успел неплохо проявить себя и на новом уровне. После увольнения из «Полтавы» поддерживал форму на Мемориале Макарова в составе киевской «Энергии».
В июле 2014 подписал контракт с жодинским «Торпедо-БелАЗ». На тот момент основные защитники Жодино Артём Челядинский и Сергей Сосновский были травмированы, поэтому в центре жодинской защиты сумел закрепиться Даценко вместе со своим соотечественником Сергеем Мельником. Украинец оставался игроком основы до конца сезона 2014. В сезоне 2015 уже прочно играл в центре защиты автозаводцев, иногда также использовался на позиции правого защитника. В июле 2015 года продлил контракт с клубом до конца сезона. С сентября 2015 года не появлялся на поле из-за травмы. В январе 2016 года по окончании контракта покинул жодинский клуб. В феврале того же года вернулся на Украину, где заключил контракт с киевской «Оболонью-Бровар».